# Subcancilla sulcata
Subcancilla sulcata är en snäckart som först beskrevs av Swainson in Sowerby 1835.  Subcancilla sulcata ingår i släktet Subcancilla och familjen Mitridae. Inga underarter finns listade i Catalogue of Life.